# Julodis kerimi
Julodis kerimi es una especie de escarabajo del género Julodis, familia Buprestidae. Fue descrita científicamente por Fairmaire en 1875.